# Poil de Carotte (film, 1973)
Pour les articles homonymes, voir Poil de Carotte (homonymie).
Pour plus de détails, voir Fiche technique et Distribution.
Poil de Carotte est un film français réalisé par Henri Graziani, sorti en 1973.

## Synopsis
La vie malheureuse d'un garçon, détesté par sa mère, sa sœur et son frère et dont le père est taciturne.

## Fiche technique
- Titre : Poil de Carotte
- Réalisation : Henri Graziani, assisté de Jules Celma
- Scénario : Henri Graziani, d'après le roman Poil de Carotte, de Jules Renard
- Production : Alain Coiffier
- Musique : Karel Trow
- Photographie : Néstor Almendros
- Montage : Claudine Merlin
- Décors : Michel de Broin
- Costumes : Gitt Magrini
- Pays de production :  France
- Format : couleur - 1,66:1 - Mono - 35 mm
- Genre : comédie dramatique
- Durée : 82 minutes
- Date de sortie :
  - France : 30 août 1973
- Affiche : Jouineau Bourduge (France)

## Distribution
- François Cohn[1] : Poil de Carotte
- Philippe Noiret : François Lepic
- Monique Chaumette : Rose Lepic
- Isabelle Ceaux : Ernestine
- Maurice de Baruch : Felix Lepic
- Jeanne Pérez : Honorine
- Paul Frankeur : Le parrain
- Diane Kurys : Agathe